# Joseph Poux
Pour les articles homonymes, voir Poux.
Joseph Poux, né le 11 avril 1873 à Carcassonne et décédé le 8 juin 1938 dans le même ville, est un archiviste paléographe et historien français.

## Biographie
Orphelin de père à l'âge de onze ans, Joseph Poux effectue à Albi de brillantes études avant d'intégrer l'École des chartes et d'en sortir en 1897 archiviste paléographe, après avoir soutenu comme sa thèse intitulée : Essai sur le commun de paix ou pézade dans le Rouergue et dans l'Albigeois.
Il devient alors archiviste de l'Ariège, période pendant laquelle il relate le terrible incendie de l'hôtel de la préfecture de Foix durant la nuit du 5 au 6 brumaire an XII.
Du 23 juin 1902 jusqu'à la fin de sa carrière en 1938, il dirige les Archives départementales de l'Aude. Au terme de ces trente-six années, il les aura complètement réorganisées et classées.
Depuis 1977, chaque année un prix à son nom est attribué par le Conseil départemental de l'Aude pour des travaux de recherches historiques,,.
Il est inhumé au cimetière de la Cité de Carcassonne.

## La Cité de Carcassonne
Grand œuvre de sa vie, la Cité de Carcassonne est devenue célèbre. Ces cinq gros volumes ont paru de 1922 à 1938 chez l'éditeur toulousain Édouard Privat (1876-1934), avec qui il s'était lié d'amitié durant leur scolarité à l'École des chartes. Remarquable de rigueur et d'érudition, cette étude, somme encore inégalée aujourd'hui, est de la plus pure tradition chartiste. J. Poux répondait ainsi aux souhaits d'Étienne Dujardin-Beaumetz, sous-secrétaire d'État aux Beaux-Arts, parlementaire audois et président du Conseil général de l'Aude, qui déplorait l'absence d'étude d'envergure consacrée au monument. Après une introduction sur les temps anciens (Gaulois, Romains, Wisigoths…) l'ouvrage s'articule autour des différents usages de la Cité : d'abord, l'architecture militaire, d'où l'importance des murailles, poternes, barbacanes et autres tours de guet. L'auteur s'attache ensuite à la description de l'architecture religieuse : ce sont alors les vitraux, absides et chapelles qui prennent de l'importance.

## Publications
Joseph Poux a collaboré à un certain nombre de publications savantes, telles que le Dictionnaire topographique du département de l'Aude : comprenant les noms de lieu anciens et modernes de l'abbé Sabarthès (1912) ou les premiers tomes des luxueux Diplomata Karolinorum : recueil de reproductions en fac-similé des actes originaux des souverains carolingiens conservés dans les archives et bibliothèques de France publiés sous la direction de Ferdinand Lot, Philippe Lauer et Georges Tessier.
Dans l'imposante masse de ses productions strictement personnelles, on peut citer :
- [1898] Notice sur les châteaux de Léran et de Lagarde (Ariège), Toulouse / Nîmes, s.n. / C. Lacour, coll. « Bulletin de la Société de géographie de Toulouse / Rediviva » (réimpr. 1997) (1re éd. 1898), 31 (304-273), 24 cm (OCLC 1152892797, BNF 41675069, SUDOC 242956491, présentation en ligne).
- [1899] L'incendie de l'Hôtel de la Préfecture à Foix (nuit du 5 au 6 brumaire an XII (29 octobre 1803)), d'après les documents inédits, Foix / Nîmes, imp. Gadrat ainé / C. Lacour, coll. « Rediviva » (réimpr. 1996) (1re éd. 1899), 30 p., 20 cm (OCLC 468339144, BNF 37067631, SUDOC 231770162, présentation en ligne, « lire en ligne » (version du 13 février 2007 sur Internet Archive) ).
- [1902] Contribution à l'étude du régime de l'impôt foncier à Foix, au moyen âge : La date de la rédaction du plus ancien « libre de la estima » conservé aux Archives municipales…, Foix / Nîmes, Gadrat aîné / C. Lacour, coll. « Rediviva » (réimpr. 2000) (1re éd. 1902), 7 p., in-8o (ISBN 2-8440-6704-2 et 978-2-8440-6704-3, OCLC 458110732, BNF 31144750, SUDOC 097389471, présentation en ligne).
- [1922] La cité de Carcassonne, histoire et description : Les origines jusqu'à l'avènement des comtes de la maison de Barcelone, 1067  (ill. Pierre Embry (1886-1959)), t. I, Toulouse / Paris / Bordeaux, E. Privat / H. Didier / Université Bordeaux-Montaigne (réimpr. 2013) (1re éd. 1922), XXI-336 p., 24 cm (OCLC 369039540, BNF 34113237, SUDOC 085308870, présentation en ligne, lire en ligne).
- [1931] La cité de Carcassonne : histoire et description : L'épanouissement (1067-1466)  (ill. Charles Boyer (1889-1987)), vol. 2, t. II et III, Toulouse / Paris / Bordeaux, E. Privat / H. Didier / Université Bordeaux-Montaigne (réimpr. 2013) (1re éd. 1931), XXIV-381, 622, 25 cm (OCLC 491845843, BNF 34113236, SUDOC 063859874, présentation en ligne), lire en ligne : [vol. 1, tome II] et [vol. 2, tome III].
- [1938] La Cité de Carcassonne : histoire et description : Le déclin (1466-1839), la Restauration (1840-1937)  (ill. Jean Bourgès et Léopold Verguet (1817-1914)), vol. 2, t. III, Toulouse / Paris / Bordeaux, E. Privat / H. Didier / Université Bordeaux-Montaigne (réimpr. 2013) (1re éd. 1938), XVII-445, XVII-721, 24 cm (OCLC 492890324, BNF 34113236, SUDOC 106817213, présentation en ligne), lire en ligne : [vol. 1, le déclin] et [vol. 2, la Restauration].

Les Carcassonnais lui doivent aussi quantité d'autres études très variées, dont certaines furent radiodiffusées :
La municipalité de Carcassonne a attribué à son principal historien le nom d'une modeste rue dans le quartier carcassonnais des Capucins, ainsi qu'une stèle à son effigie sur la place qui fait face à l'entrée des tours narbonnaises, square du Prado. Joseph Poux a été président de la Société d'études scientifiques de l'Aude (SESA), de l'Académie des arts et des sciences de Carcassonne et vice président de l'Association des Amis de la Ville et de la Cité de Carcassonne.

## Distinctions et hommages posthumes
- 1908 :  Officier de l'ordre des Palmes académiques ;
- 1923 :  Chevalier de la Légion d'honneur ;
- 1937 :  Officier de la Légion d'honneur.
- Une rue à son nom lui est attribuée à Carcassonne dans le quartier de l'Araignon (DM 10-12-1940).